# 녹색 광선 (영화)
《녹색 광선》(Le Rayon Vert)는 에릭 로메르 감독의 1986년 영화이다. 마리 리비에르가 주연을 맡았다. 녹색 광선이라는 제목은 쥘 베른의 동명의 소설에서 따왔다. 프랑스에서 16mm 필름로 촬영됐고, 대부분의 대사는 즉흥적으로 만들어졌다.
1986년 베니스 영화제에서 황금 사자상을 수상하였다.

## 줄거리
영화는 델핀의 여름 휴가에서 시작한다. 같이 여행을 가기로 했던 친구가 델핀을 놔두고 가버리는 바람에, 델핀은 텅 빈 파리에서 이러지도 저러지도 못한다. 다른 친구가 별장으로 초대했지만 소외감을 느끼고 얼마 못 가서 다시 파리로 돌아온다. 가족이 아일랜드로 같이 여행을 가자고 제안하지만, 델핀은 거절한다. 혼자 알프스로 여행을 가지만 흥미가 떨어져 이내 다시 돌아온다. 파리에서 우연히 만난 친구의 호의로 비아리츠로 여행을 간다. 해변을 배회하던 델핀은 새로운 여자 친구를 만난다. 자유분방한 친구가 두 남자들에게 추파를 던진다. 그들이 의미없는 대화를 이어나가자 델핀은 짜증을 내며 가버린다. 델핀은 우연히 쥘 베른의 소설인 녹색 광선에 대한 대화를 엿듣는다. 그에 따르면, 해질녘에 아주 희귀하게 발생하는 녹색 광선을 본다면 자신의 진실뿐만 아니라 다른 사람의 진실까지도 알 수 있다. 델핀은 파리로 돌아가는 비아리츠 기차 역에서 한 젊은 남자를 만나 그를 따라 생장드뤼즈로 간다. 그들은 해변에서 함께 녹색 광선을 본다.

## 출연

### 주연
- 마리 리비에르

### 조연
- 아미라 셰마키
- 실비 리셰즈
- 리자 에레디아